# Lepidopilum ballivianii
Lepidopilum ballivianii là một loài rêu trong họ Daltoniaceae. Loài này được Herzog mô tả khoa học đầu tiên năm 1916.